# 嫁妆

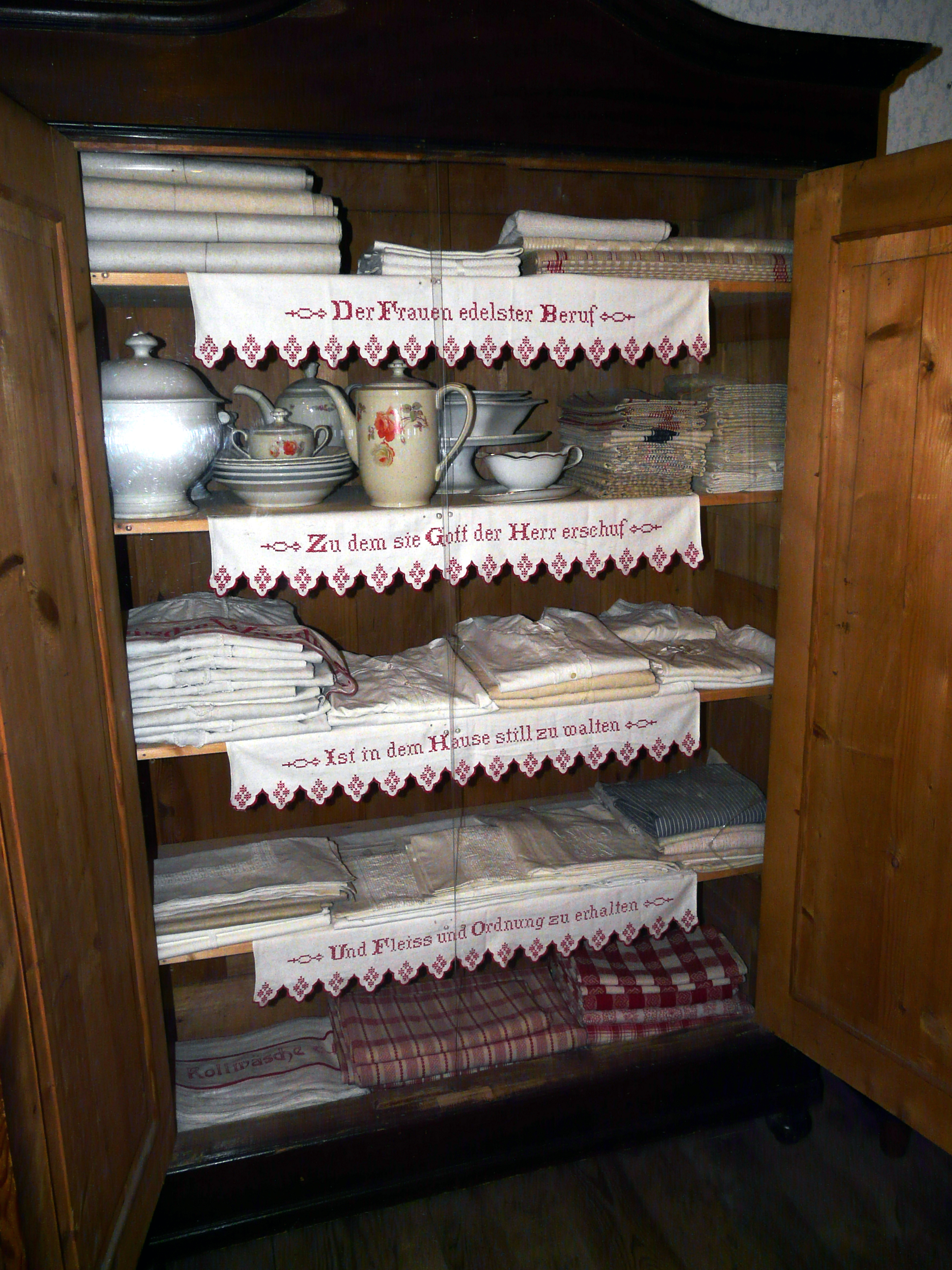
一個古老的德國嫁妝櫃

嫁妝是聘娶婚裏，女子出嫁時，女子或女子的家人在婚禮之中，從女方家帶到丈夫家去的錢財、衣被、家具及其他用品。也作嫁裝、嫁资、妆奁、奁具，錢財又稱嫁妝錢，或统称为陪嫁品、陪嫁物。與其相反的概念是新郎家給女方家庭的聘禮。嫁妝和聘禮都是廣泛分佈於全世界的古老習俗，其存在時間大大早於可考記錄。除陪嫁物外，包括奴隶、仆役等身份的陪嫁人员，即是陪嫁人。

## 歷史
最初，嫁妝的目的是娘家為了新成立的家庭更容易發展而提供諸如種子錢一類的資助金，用於幫助男方更好的養活和保護自己的家庭，更長遠的目的是，如果男方不幸去世，可以為女方和後代留下部份財產以度日。此外，女方也可以在嫁妝之外協帶一些錢財做為自己的私房。
甚至在最早可考的記錄，比如《汉谟拉比法典》中，嫁妝已經被描述為早已存在的習俗。這個習俗的規則包括：妻子在其丈夫死後可以獲得其原嫁妝的一部份做為其遺產，這筆遺產只能夠被她自己所出的後代繼承，而其夫和其它女性所生的孩子則無權繼承；如果其娘家在女子出嫁時提供了嫁妝，則該女子在之後無權要求父母的遺產。如果妻子去世時膝下無子，則其夫必須歸還嫁妝，同時也可以收回部份聘禮；嫁妝的數量一般都很驚人。
嫁妝的另外一個重要的作用是防止嫁入的女子受男方家庭的輕視和差的待遇，可以認為嫁妝是用來鼓勵丈夫善待其妻。
在很多的亞洲國家，包括中華人民共和國、新加坡、日本、孟加拉國、印度、巴基斯坦和斯里蘭卡，嫁妝的風俗至今仍大行其道。

## 漢字文化圈

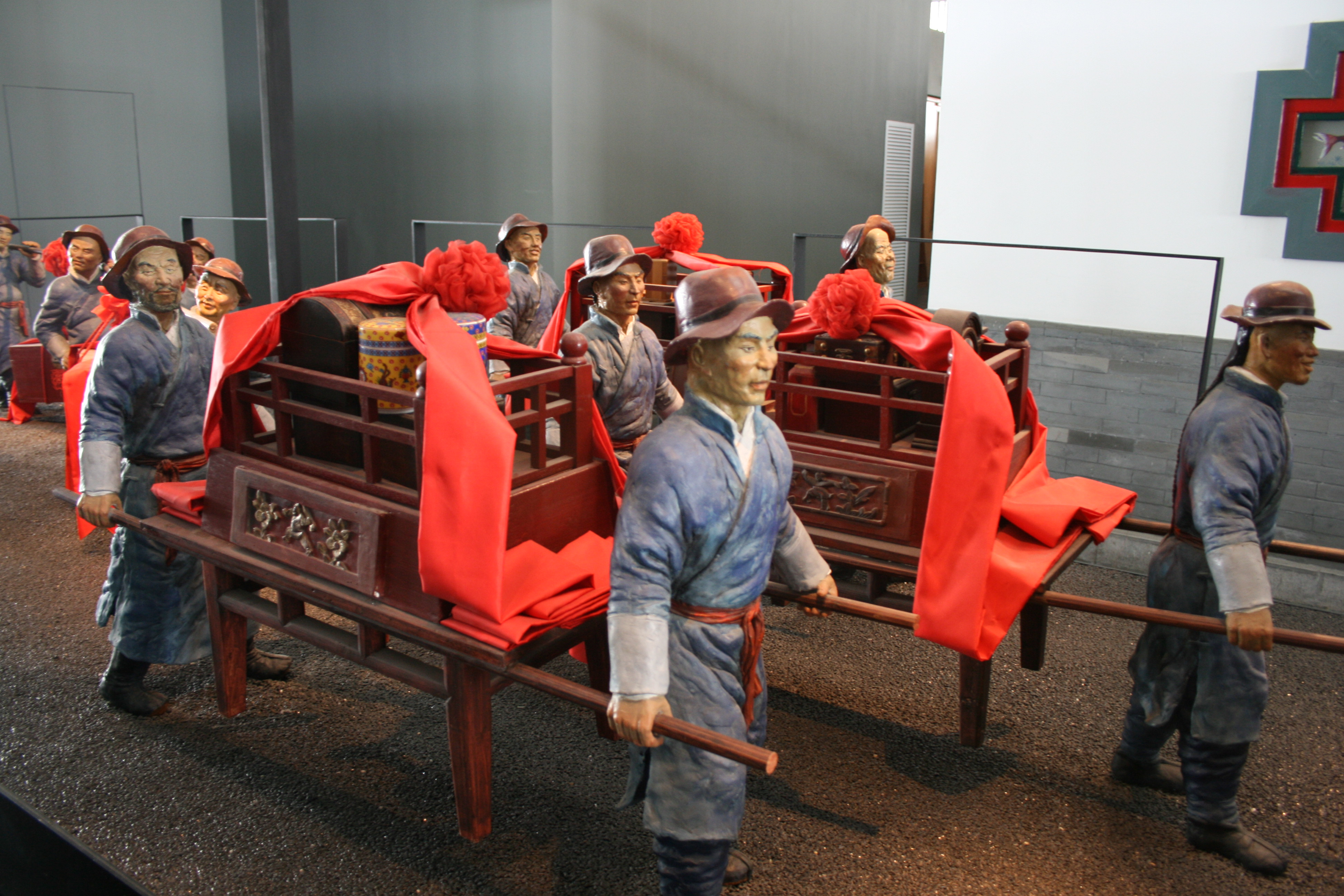
迎親行列中的嫁妝

### 华人地区

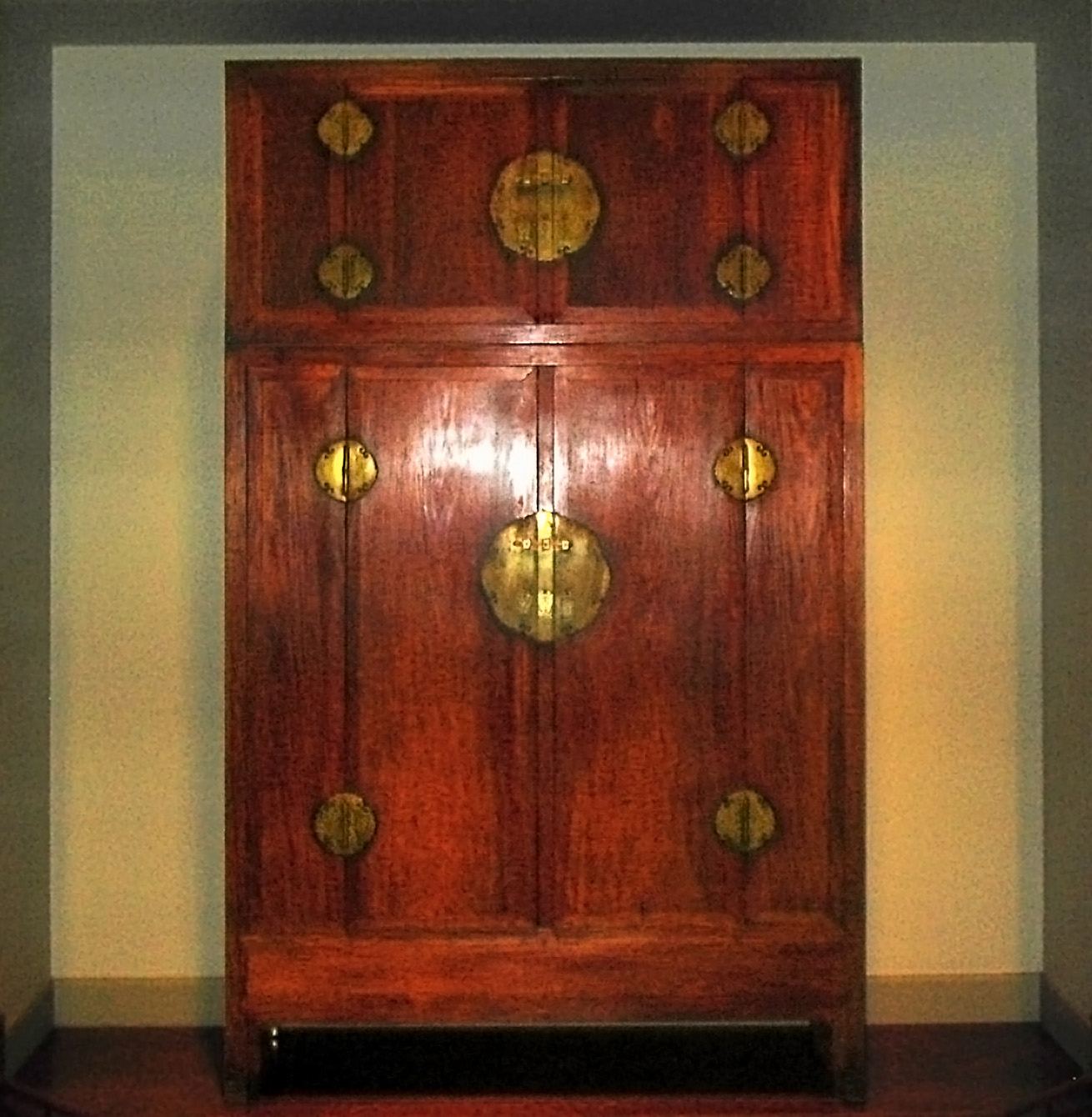
旧时嫁妆中常包括的黄花梨木方角柜为明式家具中的大件。

旧时嫁妆中常包括的明式家具，其特征是式样质朴而不俗(上海博物馆收藏)。

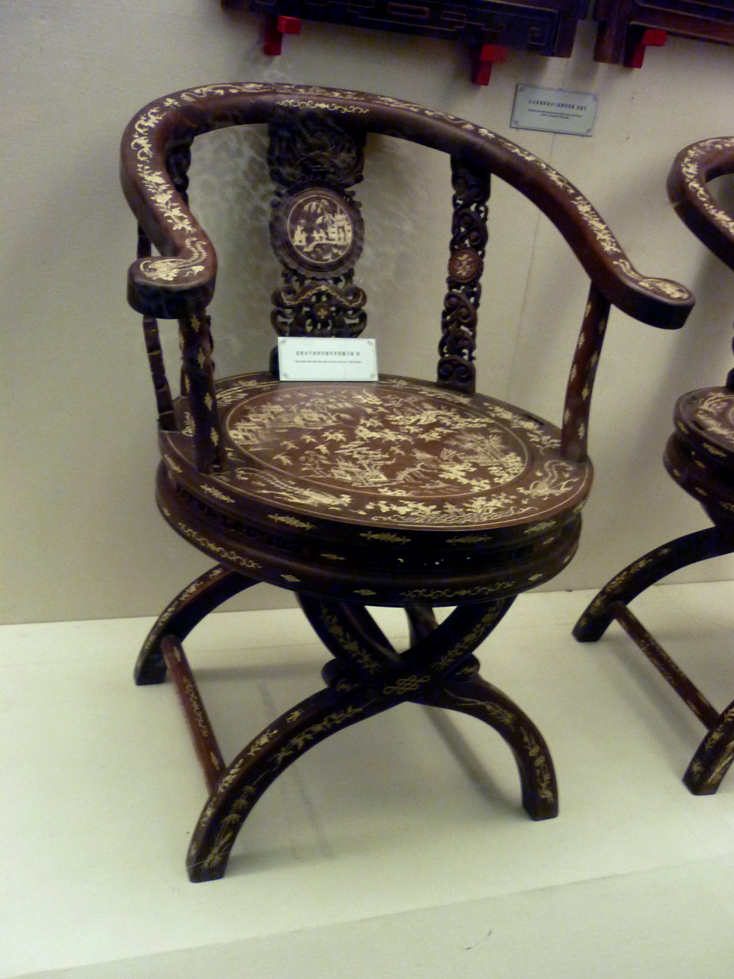
旧时嫁妆中所包括的骨木镶嵌椅为清式家具，其特征是装饰繁复 (宁波博物馆收藏)。

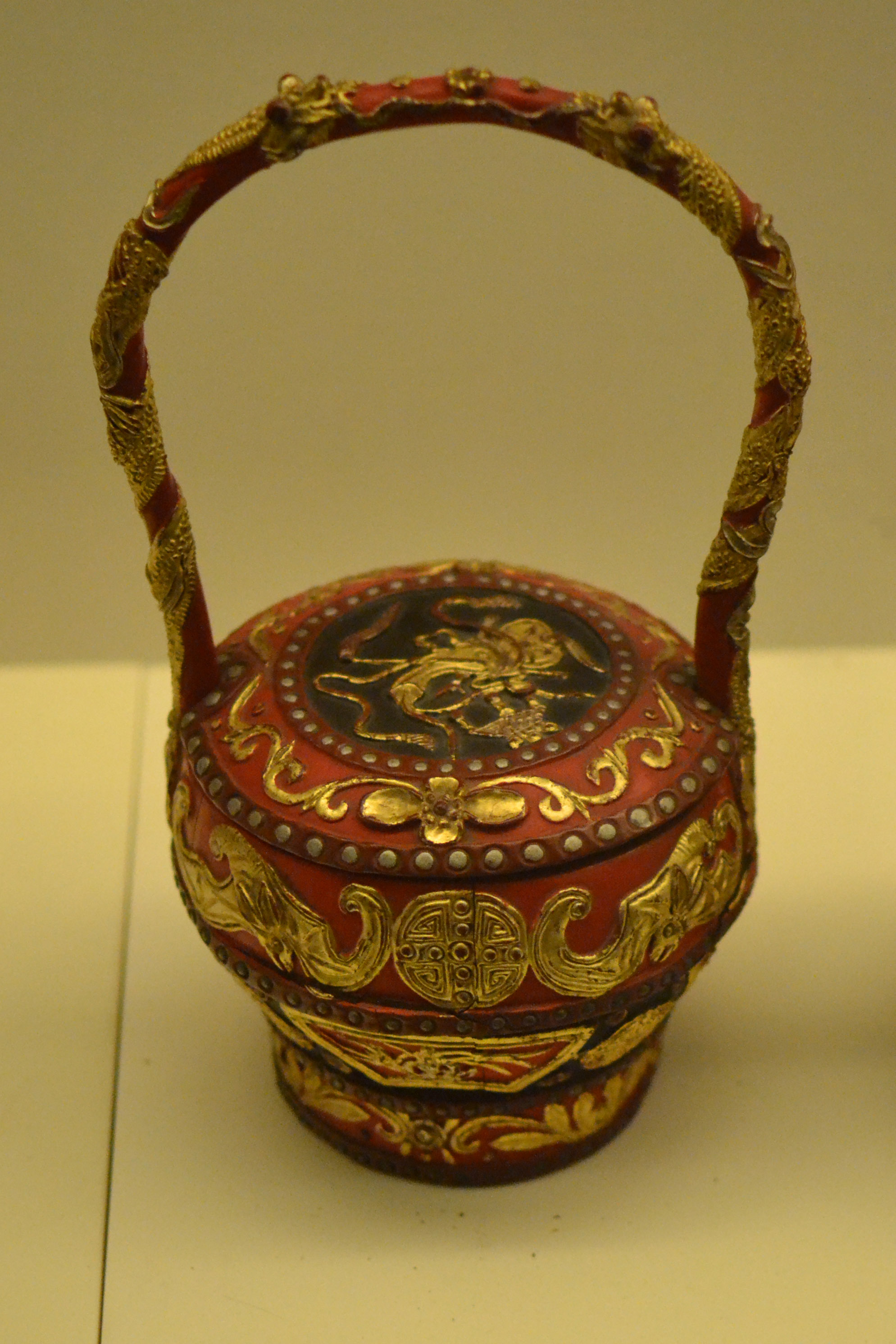
清代采用泥金彩漆工艺的提篮为旧时嫁妆中的小件(宁波博物馆收藏)。

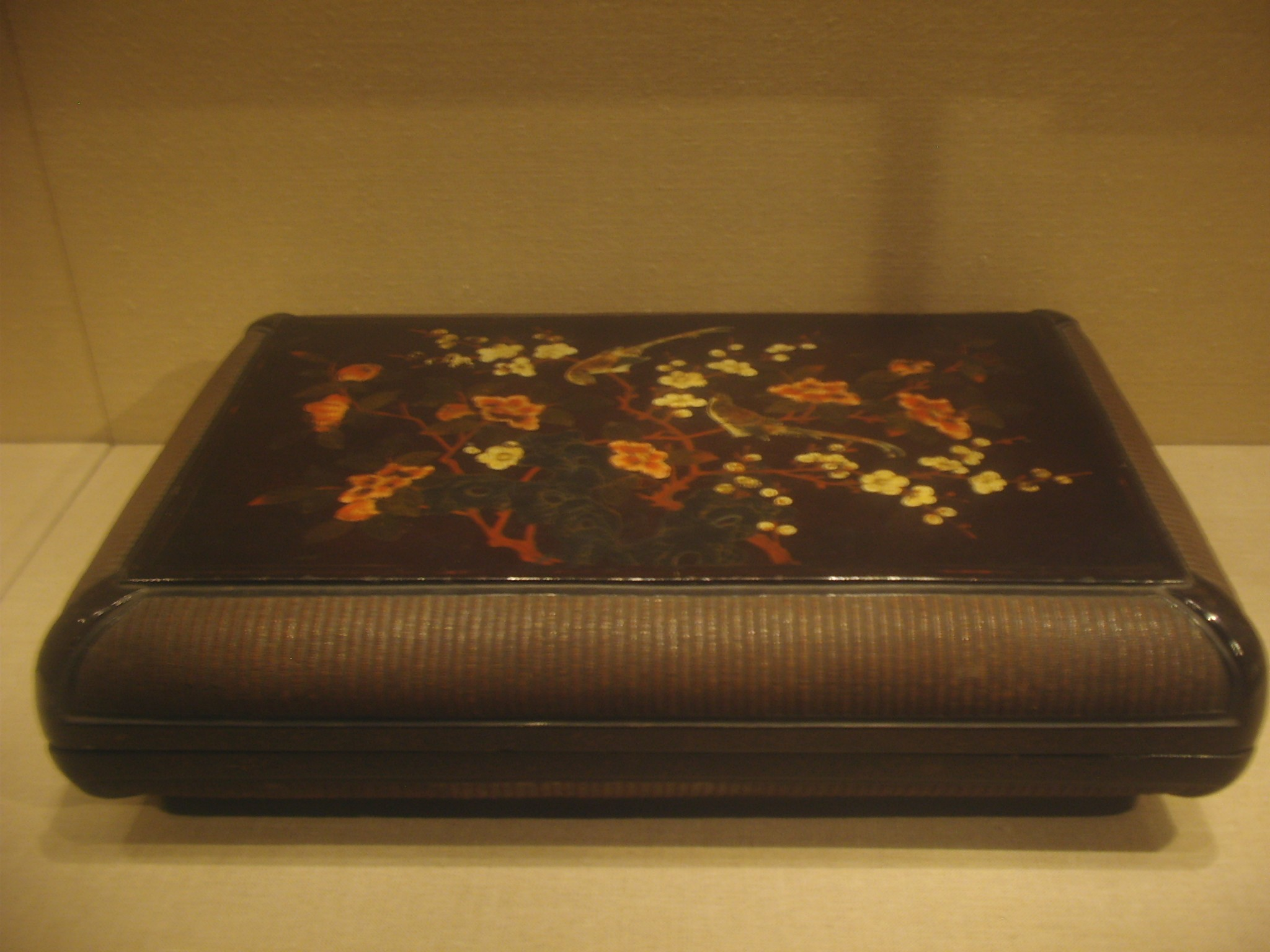
明朝漆盒是嫁妆中的小件，也常用于下三书六礼。

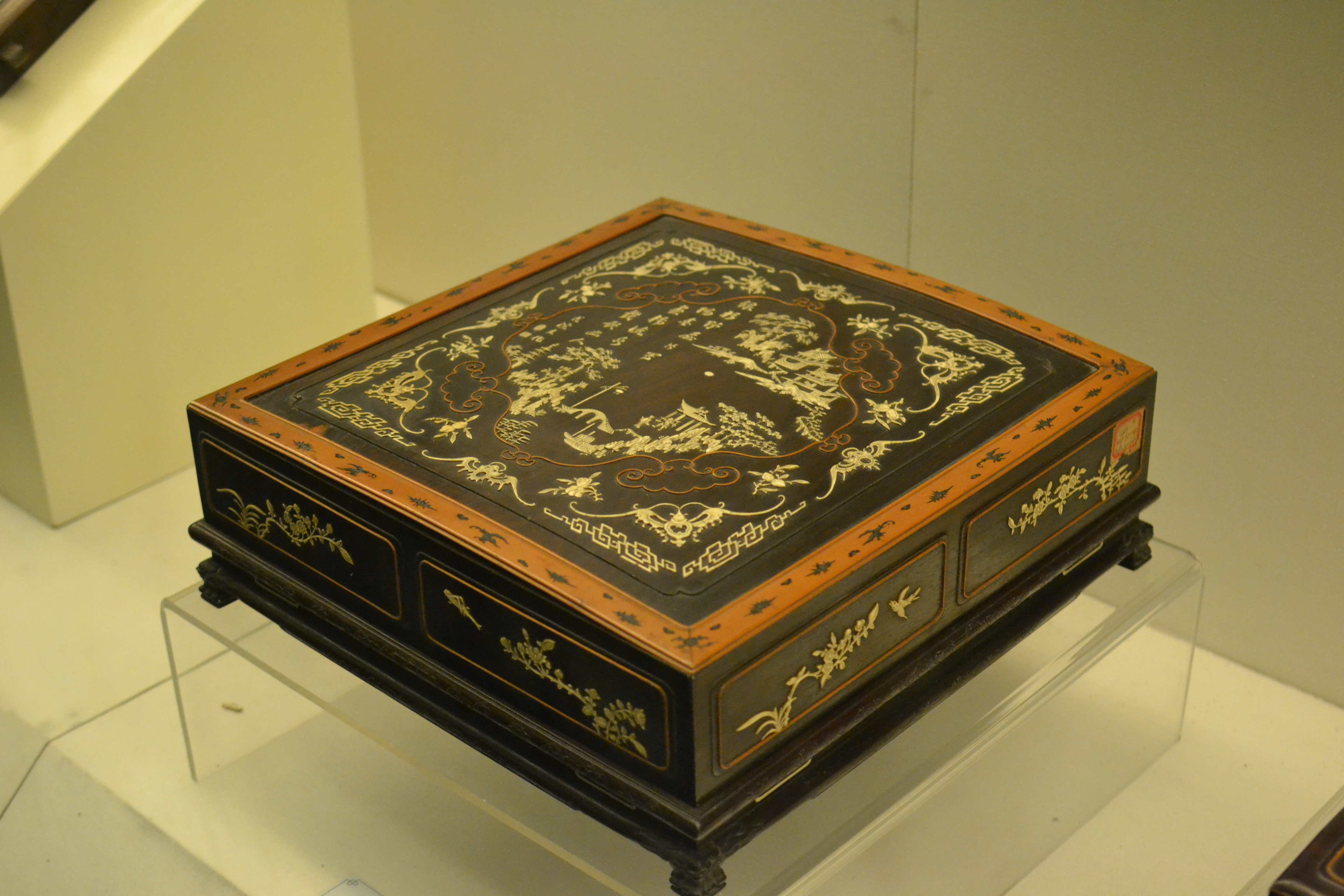
清朝以骨木镶嵌工艺制作的礼盒也为嫁妆中的小件，也和前朝明代漆盒一样用于下三书六礼。

和世界多数其他地区一样，在中国傳統嫁妆除作为妻子自用和守寡后的生活费，其他主要用途是如果夫家衰败了，没钱为孩子们出教育费用和女儿的嫁妆，这时妻子须用部分嫁妆承担这些费用。此外，在夫家有经济能力為女兒出嫁妆时，为了提高女儿在婆家的地位，妻子也可用其本人的部分嫁妆再进一步为女儿的嫁妆增资。
嫁妆是已婚妇女的私人财产，自宋以降受到历代法律的保障：夫家人无权染指妻子的嫁妆。通常情况下，如未经妻子的同意，夫家任何人都不能动用嫁妆，而且夫家人所有人不得以任何理由霸占嫁妆。妻子去世后，嫁妆只能由其親生子女继承，如妻子无后，其娘家人可取回嫁妆。如夫妻离婚，则嫁妆清单上的所有财产都要归还女方。此外，在宋朝，为了界定婚前财产的归属，女方的父母会在女儿出嫁前，也就是双方订婚的时候，将嫁妆清单列好，上面一条条地写着“某物有多少”。男女双方要把所有陪嫁的田、房、财产逐项写清楚，然后双方共同签字。万一以后夫妻离婚，这张纸上的所有东西女方都要带回娘家，一个都不能少。这就是中国较早的婚前财产契约，类似当代的婚前财产公证。由于始于北宋的这类法律较有效地保护了在婚姻中很容易处于劣势地位的女方，后世历代法典均沿袭此原则，即使宣統退位之後，中國走入共和，各屆政府所定之法律仍遵循了始于北宋的法律传统，对女方实施不同限度的保护。例如中华民国民法 ·第四编、亲属·第二章、婚姻·第四节、夫妻财产制和第五节、离婚条例中尽管没有明确指出嫁妆，但仍体现了对女方财产的保护。而中华人民共和国婚姻法第十七条则更是规定，如果是在领取结婚证之前购置并且双方对该财产的归属没有约定的，属于一方婚前财产。也即女方如果没有将新郎或新郎家人的名字登记在嫁妆之下，以示法律上正式认证女方转移嫁妆全部或部分所有权至男方，让新郎或新郎家人为嫁妆的拥有人或共同拥有人，女方为结婚购置的嫁妆则为女方的婚前财产。元朝之后，政府鼓励女性守贞，离婚妇女和寡妇若再嫁或改嫁，元明清法律均不允许其带走嫁妆。但在此期间只要离婚妇女和寡妇不再嫁或改嫁，其嫁妆仍受到同样保护。
自宋以来，历代法律规定嫁妆必须至少为聘礼的一半或更多，但也有家境富裕户多给，甚至多于聘礼。例如范仲淹于1050年为其创办的义庄制订支出规则时，定下出30贯钱为嫁女儿时使用，儿子娶妇则为20贯钱，后来增加为：“嫁女者钱五十千，娶妇者二十千，再嫁者三十千，再娶者十五千。” 但嫁妆并不能无限增加，其上限取决于古代中国女子的财产继承权：自南宋以降的历代法律中，女儿可分得相当于儿子分得的财产的二分之一。因此，古时女儿出嫁时，嫁妆的上限须按当时的家产以假设分家来计算：长子分完长支财后，余财由所有子女再分，诸女均分所得是诸子均分所得之一半。嫁妆不能超过此一上限。例如一户有三子三女，均未成婚，但长女即将出嫁。如此时分家，长子先分完占当时家产一半的长支财，剩下的另一半三子各得九分之二，三女各得九分之一，也即三女各得全部家产的十八分之一，长子分得全部家产的十八分之十一，长子以外的诸子各得全部家产的九分之一。由此，给女儿的嫁妆绝不能超过当时全部家产的十八分之一。如果超出此上限，便违反了男尊女卑的程朱理学，属大逆不道之过，为古代中国社会所不容。如此会造成嫁妆达不到法定标准：嫁妆已达上限，但尚未达到聘礼的一半。解决办法是用聘礼或妻子的嫁妆补贴女儿的嫁妆，使其达到法定标准。因为妻子的嫁妆不属于夫家，女儿的嫁妆已达上限，夫家不再增资，已完全符合封建礼教宗法之规定，从夫家之外的财源补贴女儿的嫁妆也为历代封建宗法礼教所允许。值得注意的是，历代嫁妆虽有最低法定标准，却无具体数额，肇因自唐以降，聘礼没有具体数额限制，所以嫁妆的最低法定标准也无具体数额，只有比例。
嫁妆一般多为金钱和实物，旧时富裕人家常常会把生活用品统统备齐，称“半房嫁妆”，如果嫁妆包括全部生活和生产所需者，则称“全房嫁妆”。但除现金、实物外，有时也包含土地，如农田、房产、商铺之类的不动产，称之为妆田或妆产。金钱会因通货膨胀而贬值。除通膨之外，实物还会因折旧而贬值。土地之类的不动产则相反，长期而言不但不会贬值，反而会升值。虽同为嫁妆，但由于金钱和实物不同于土地之类的不动产，历代律法和民俗却对两者的规定也不同。在传统的农业社会裏，土地比金钱更为重要，因人们通过耕种土地获得粮食以维生，所以它是人们的生存之本。拥有多少土地是家庭贫富的关键标准，因而在传统中国农耕社会，土地的权属问题也十分复杂，土地交易转手程序也十分繁琐。相应的，中国传统家庭和宗族对于土地的重视程度远远超过金钱实物。 为维护门第，须保证宗族的优先权，使田产不致分散到宗族以外造成土地旁落，其具体作法是卖地时需先遍问叔伯弟侄等有优先购买权的“亲房”。亲房不买，则由亲及疏、遍问本家族人。族人不买，则由亲及疏遍问姻戚，姻戚不买，则问承典、承租人。承典人或承租人亦不买，还要遍问地邻。又不要，才能找其他人承买。例如曲阜衍圣公孔府的田产记录中只有“婆媳之间的田产相互授受”，而没有任何把田产作为女儿嫁奁的记录。这样外姓女子嫁入孔府可以带来妆田，而孔氏宗族的女子出嫁绝不陪送妆田，带入孔府的妆田也只传给媳妇，不许授予女儿。这种田产传媳不传女的作法，同封建族谱上规定祭田不能卖与外姓具有同样功效，目的是使田产不致落入外人手中。
在历代中国，农田、房产、商铺等不动产的权属分为地底权（田底权）和地面权（田面权），也分别称为地骨权（田骨权）和地皮权（田皮权），地骨权为所有权和转售权，地皮权为经营权和受益权。历代中国族规法律、法律规定，婚后妆田的收益归夫家，但妆田为妻子娘家所有。夫家也可直接参与妆田的直接经营，但须自负盈亏。不管是否直接参与经营，夫家绝对不能转让和出售任何妆田。如果妆田亏本，入不敷出，即使妻子尚在或已有子女，妻子娘家也可收回妆田。因为嫁妆是妻子自用和守寡后的生活费，和夫家衰败时没钱为孩子们出教育费用和女儿的嫁妆，用妻子的部分嫁妆承担这些费用，但妆田亏损，不但无法用于原定用途，反而成了累赘，失去了原有意义，无法完成原有使命，因此妻子娘家收回妆田不但合情合理，无可非议，也受到族规家法及法律之保障。而让夫家直接参与经营妆田，则可鞭策夫家时时刻刻努力工作以让妆田盈利，对夫家，妻子，和妻子娘家都有好处。因而以现金、实物和不动产为嫁妆各有利弊。现金、实物的嫁妆夫家虽不能动，但在妻子有后的情况下嫁妆一定可传至子女。以不动产为嫁妆的妆田可让夫家立即增加一笔可让夫家随意动用支配的收入，但妆田可被妻子娘家随时收回，不一定能传至子女。
和现金、实物不同，土地是不动产，不可迁移，不能像金钱首饰、生活用品、生产用具那样带到夫家。如果缔姻两家相距较远，则婚后对于作为妆田的土地的管理和利用都极为不便。同时，土地也是中国历代朝廷重要的税收来源，和其他政策（如人口和迁徙）的决策根据，中国历代法律对妆田的规定因而比嫁妆中的现金、实物的约束更为严格繁琐。由于种种限制、管理不便、陪送土地属“非习惯性”行为，嫁妆中较少陪送妆田。因此，妆田是家境殷实，豪门富户的特例，并不具有普遍性，多数家庭没有陪送土地的习惯。即便是能给妆田的豪门富户，也一般都不给，而是和经济能力有限的家庭一样，宁可典卖土地置办其他类型的嫁妆。由于嫁妆全是实物时不太方便灵活，晋武帝司马炎干脆改变旧例，于太康八年（公元287年）下诏决定以后公主出嫁不必准备物品，给她足够的钱就行了。于是，当嫁妆是金钱时就成了“嫁资”。
除一般生后用品之外，古中国嫁妆中，还包括性教育工具。从汉朝开始流行一种嫁妆画给新娘做嫁妆，被称为“女儿图”或“枕边书”。一般是8到12张不同性交姿势的春宫画，由木版印制，具有浓厚的乡土和民间色彩。新婚之夜挂于帐中，新婚夫妻按图索骥，以指导其婚後的性生活。张衡在《同声歌》中曾有这样的描写：“陈图列枕帐，素女为我师。” 由于中国传统上认为房事虽不洁，但因性交代表处于顶点给人生命的阳气，却是大吉大利的。所以在中国古代，春宫画可以驱走代表黑暗的阴气。因此除了性启蒙和性教育之外，在中国古代，春宫画和其他性教育工具在古代中国的用途不仅仅是限于性教育，还被认为有邪避邪消灾的功效。古人将春宫画挂在房梁上用于避火驱邪，明朝更时兴将春宫图贴在大门上防鬼。晚清编印《双梅景丛书》、《观古堂汇刻书》的叶德辉也爱用春宫画来防止藏书受灾。虽朝廷于康熙五十三年(公元1714年) 为纠正社会风气而颁布法令，使春宫画随之走向衰微，但春宫画仍然一直残存流行到中華民國大陸時期，在女子出嫁时日，父母都购买春宫画作为嫁妆带到男方家裏。
另一种常见的性教育工具是“压箱底”，是一种拳头大小的带盖瓷器、石器或玉器，其外形多为娃娃、鱼、小船或水果形状，内藏一对呈交媾状的男女塑像。所谓压箱底，一是因为房事羞于启齿而秘而不宣，只有在女儿出嫁前夕，父母、姑、嫂或已出嫁的姊妹持之以示女。同时，女子出嫁时日，奶娘、稳婆、迎亲婆都会教授其性知识。二是古人认为鬼魅能在不开启人们箱笼、门窗、柜橱、盒袋或锁的情况下窃走财物。而性乃污秽不洁之事，如以春宫画贴门上则鬼不敢进，巾灶头上可驱鬼避邪、防火消灾等等。有了压箱底压在箱子底下用来辟邪，鬼魅就避而远之，不敢来行窃了。所以同春宫画相似，传统上古人也用来压箱底压邪避灾。除了陶瓷、石、玉质压箱底外，也有香囊压箱底。如《红楼梦》裏，贾母身边做粗活的丫环傻大姐在大观园假山上捡到两个妖精打架的香囊就属此类，最终造成贾府主子抄检大观园的行动。
在春宫画和压箱底之外，中国古代嫁妆裏另一种性教育或性启蒙教具为春宫钱，其形状同古代铜钱。正如同春宫画又称为避火画一样，出于早期先民的生殖崇拜、性交繁衍崇拜，以及被认为有辟邪消灾的功能，春钱又称春宫钱又称避火钱、春钱、花钱、秘戏钱、合欢钱，钱上镌有不同体位的性交浮雕。與嫁妆中其他性教育或性启蒙教具一样，古人常在钱箱或装有贵重物品的箱内放上一枚以祛邪，认为这样一来鬼神就不敢把箱内物品偷走了。春钱上一般镌刻：“明皇御影”、 “松柏长青”、“福如东海” 、“风花雪月” 、“夫妻和谐”、“花月宜人”、“风流韵事”字样，“松柏长青”表示长寿，“福如东海”表示快乐有福， “风花雪月” 和“夫妻和谐”表示美满，“花月宜人” 寓意男女相恋，“风流韵事”则其意自明。
如果嫁妆低于法定标准，新娘在夫家的地位则会被大大降低，原本应该是正室的会降格为妾。原本出身为良妾的会被降格为贱妾，甚至会像婢妾和通房那样被丈夫转赠或出售，因为没有嫁妆或嫁妆达不到法定标准，新娘相当于男子花钱买来的贱妾甚至不屬正式配偶的婢妾。所以，中国古代再穷的人家在嫁女时，都尽量会准备一份体面的嫁妆，让女儿在婆家能抬起头来。即使嫁妆再不体面，也须达到最低法定标准，以免将来女儿因嫁妆低于彩礼的一半而可能被出售或转赠。因此，自宋以降，女儿自打一生下来就要积攒嫁妆钱。有的人家因为没有准备，到女儿出嫁时一时拿不出钱，只好将自家住房、田地或其他财产抵押出去，或是向亲朋借钱，给女儿置办嫁妆。例如宋徽宗初年，苏轼的弟弟、唐宋八大家之一的苏辙嫁女时为了给女儿筹办嫁妆，特地卖了他在河南新乡购置的一块好地，凑了九千四百缗，让女儿带进了婆家。当时的九千四百缗相当于现今人民币282万元，所以嫁女之后，苏辙在日记裏自嘲这是“破家嫁女”。
宋朝嫁妆风气浓厚，司马光说：“今世俗之贪卑者，将娶妇先问资装之厚薄，将嫁女先问聘财之多少。”蔡襄任福建福州之官时，曾表示“娶妇何，谓欲以传嗣，岂为财也。”嫁妆送到新郎家时，“己而校奁橐，朝索其一，暮索其二。夫虐其妻，求之不已。若不满意，至有割男女之爱，辄相弃背。习俗日久，不以为怖。” 宋代文学家苏东坡，在嫁外甥女时，便借了二百贯“以为遣嫁之资”。在当时就连宋神宗的弟弟扬王赵颢，都因私产有限，但多个女儿几乎同时到了婚嫁年龄，不得不向宋神宗伸手，提前预支一些俸禄。清朝的嫁妆风气不减，据道光《安平县志》称：“贫者减他物，而床帐必具”同治《洪洞县志》的记载：“近俗竟有假妆奁为饵，以争财礼者。既有用铜锡充数，以骗亲者；更有以好看为名，令男家借取首饰、币帛，及赚物到手，或尽裁减，或竟当（卖）者，致使日后残恨其妇，诟詈其婿，究以两姓之好，遂成仇雠。”曾国藩的曾孙女曾宝荪回忆其母以“平妻”身份嫁曾广钧，曾宝荪祖母郭太夫人要新娘“交出所有聘礼” 。因为“厚嫁”和重聘礼，古代好多穷人家的女儿因此无法及时出嫁，儿子娶不起老婆的现象也很常见。如在清代，即便在“康乾盛世”，都有不少女子因为置办不起嫁妆成了“剩女”，甚至一些皇族宗室女也苦于没嫁妆而无法出嫁。康熙五十五年（公元1716年），有奏折便称，有41位宗室女因贫不能出嫁。康熙皇帝看到后，便恩赐每人银百两，供其置办嫁妆。乾隆皇帝也曾下旨，赐给家境贫穷的宗室女“银一百二十两以为妆费”。民国初年的嫁妆风气仍盛，据民国《凤山县志》载：“女家备办上述各物，除将男家所给聘金用尽外，上中家每嫁一女，先时须贴用一二百元，现时约贴数万元。”民国《乡宁县志》载：“百余年来，渐重财礼。光绪中，平家行聘，无过五十千者；至光绪末，增至二百千；今则三、四百千不足异矣。”民国《上林县志》记载：“咸、同以前，男家送聘金制约二十四千文者谓之中礼，三十二千文者谓之上礼，迨光绪中叶后，有送至小洋六十、八十、百元不等者；女家赔奁所费称是，或且倍之，冀争体面”。
在台湾视嫁妆为一种约定成俗的风俗习惯，在旧社会中的台湾男女两方多为经过相亲而成为夫妻，婚姻多为长辈所主导，一旦礼成，双方长辈讨论时就会提到聘金、嫁妆等相关事宜，而众多的陪嫁物品将会表列书写于红色的纸张或绢绸布料上，称为妆奁总单或妆奁目录。妆奁内容可概分为柴料（即木制家具，如箱、橱柜、椅子、镜台等）、布类（如各式衣服、蚊帐、枕头、棉被等）、金器（如戒指、头簪、链仔等）等三大种类。此外，还包括现银、土地与租谷。富有人家嫁女的妆奁，除了日常用品之外，还有随嫁的女婢、老妪等服侍新娘的佣人。王祯和小说《嫁妆一牛车》就是讲这一类故事，又宣称“在室女一盒饼，二嫁底老娘一牛车！”。但因近年来社会的开放，男女因自由恋爱而结婚的比例已经提高，现时聘金与嫁妆的风俗也已渐渐淡薄。只是会按照古礼象征的给予聘金以及嫁妆。

### 日本
日本的嫁妝，在「家」的制度下，家庭富裕的新娘嫁入家庭比較貧困的新郎家是所攜帶的財產，稱為嫁荷，其中以金錢支付的嫁妝錢稱為「持參金」。和納徵時男方完全負擔的聘禮相對應，嫁妝完全由女性家庭支付。近年來，嫁妝的習俗已逐漸淡化。只有禮儀形式的嫁妝。

### 朝鮮
朝鮮的嫁妝稱為婚需，現代大韓民國多由男家負責買房子，女家負責家具，婚需即為女家負責的家具。

## 印度

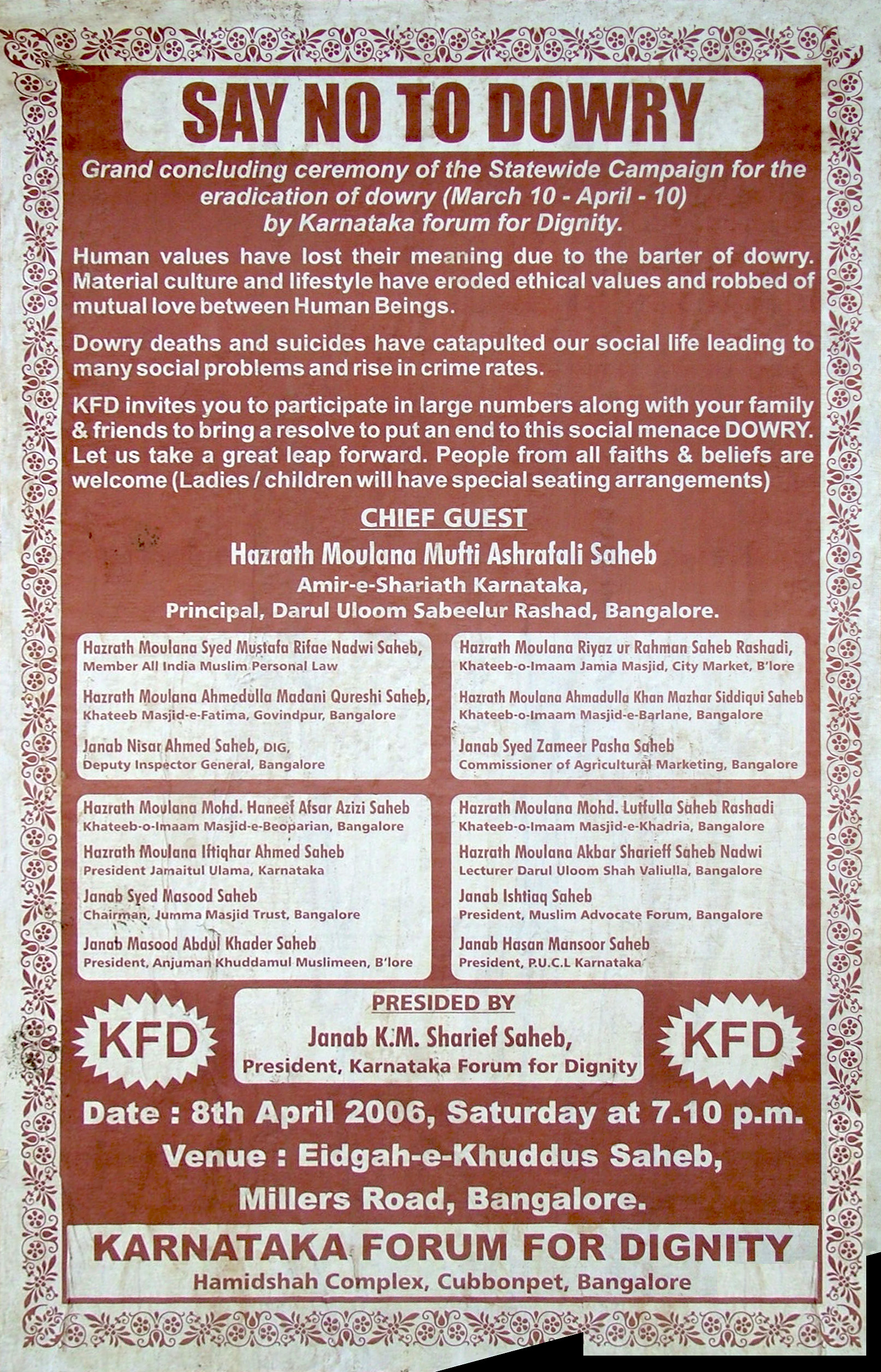
班加羅爾的卡納塔克尊嚴論壇的反嫁妝海報

印度高嫁妆风俗中，有种姓制度、高嫁低娶的背景。较低种姓女性通过付出高额嫁妆嫁给较高种姓男性，以改变自身的社会地位。在印度的上流階層，嫁妝還具有給予新娘幸運的祝福和幫助她在新家裡得到富貴的含義。除了衣服，珠寶，鞋襪和首飾之外，現在的嫁妝還包括了家電比如冰箱，電視和洗衣機。在印度有大量的產業為具有特權的富有的家庭舉行的甚大的婚禮服務。實際上，在印度為禮物進行包裝的形式就被稱為嫁妝包裝。雖然嫁妝系統在印度充滿了罪惡，但仍得到大多數印度社會受過教育的人口的支持，很多新娘為無法滿足男方的嫁妝要求而深受其苦。近幾年，儘管執法單位聲稱情況已得到控制，跟嫁妝有關的死亡案件據稱仍有增多之勢。

### 嫁妝謀殺
嫁妝謀殺是孟加拉國和印度地方性特有的家庭暴力的一種形式。索奩焚妻作為嫁妝謀殺的一種形式，常指年輕的妻子因為其娘家拒絕提供再次要求的嫁妝，而被其夫或婆家殺害的情況。這些女性一般被灑上煤油、汽油或其他易燃液體，並被活活燒死。
Virendra Kumar和Sarita Kanth指出，索奩焚妻被認為是印度的一項嚴重的公眾思想健康問題，這個具有歷史和文化的爭端造成了每年600-750印度女性的死亡。1995年的一份《時代雜誌》的報告指出印度每年因為嫁妝謀殺造成的死亡人數從八十年代早期的400人左右上升到了九十年代中期的 5800人左右。一年之後CNN製作的一份報導更指出每年印度警方都接到超過2500份的關於索奩焚妻的報告。
因为索奩焚妻和嫁妆谋杀而臭名远扬的印度已于1961年根据印度嫁妆法案禁止了嫁妆的习俗。

## 歐洲
在歐洲，嫁妝是很常見的習俗。在荷馬時代，希臘人的聘禮習俗出現於古典希臘時期，和其相對應的嫁妝則出現在古典時期的後期(約公元前5世紀) 。古羅馬人也遵循這些習俗，雖然塔西佗的記錄表示日耳曼人遵循相反的遺產習俗。
如果娶嫁雙方對嫁妝的衡量標準不同，或是無法意見一致，可能會使婚禮取消。威廉·莎士比亞在他的作品《李爾王》中即出現了這一情況：當科德利雅的一個求婚者聽說李爾王將不給她嫁妝的時候就取消了求婚。在《一報還一報》中克勞迪奧和朱麗葉在婚約後因為其雙方家庭為嫁妝問題的長期口角而無法結婚，兩個人最後無法忍耐，發生了婚前性行為。安哲洛發誓否認他取消和馬蓮娜的婚約的動機是她的嫁妝全部在海上遺失。
民俗学者常将童话《仙杜麗拉》解释为后母和继女之间为了财产，其中包括了嫁妆的来源的竞争。焦阿基诺·罗西尼的歌剧《灰姑娘》更加直言的指出了這個經濟根源：唐.馬格尼菲科只想為自己的女兒準備一筆殷實的嫁妝，以引誘身份比較高貴的求婚者，如果他需要準備了三份的話，其平均每份的數量就會大大減少，而無法吸引好的求婚者。
當時對綁架和強姦未婚女性的綁架者或強姦犯比較通常的處罰是讓他們為該女子提供嫁妝。直到20世紀末這個現象還偶爾出現，被稱為破貞賠償（在解除婚約的情況下男子給予未婚妻因其破貞而應付的賠償金）或毀棄婚約。
為窮苦的女子提供嫁妝被認為是富有的教民們的一種施捨的形式。聖誕節的長襪風俗來自聖尼古拉的傳奇故事，他將金幣投入三個貧窮的姐妹的長襪中，讓她們得以有嫁妝出嫁。葡萄牙的聖伊麗莎白和秘魯的聖瑪定‧包瑞斯都詳細的記錄了關於教民們施捨嫁妝的情況，根據公會的公告，一位羅馬的教民因為資助了嫁妝，而獲得了烏爾巴諾七世的全部地產作為回報。因為法國皇室資助了很多女性嫁妝，勸服她們出發去新法蘭西結婚並定居，因此她們也被稱為 filles du roi (國王的女兒們)。
在歐洲的某些地區，特別是東歐，用土地作為嫁妝是很常見的。例如在神聖羅馬帝國時期的本特海姆國，沒有兒子的家庭會贈予其女婿一塊土地作為嫁妝；不過該女婿一般會被要求使用女方的姓，以延續家族，即入贅。
當英格蘭的查理二世和葡萄牙的公主凱塞琳結婚時，葡萄牙皇室將印度的孟買和摩洛哥的丹吉爾作為公主的嫁妝送給了英國皇室。
在維多利亞時代的英國，嫁妝在上流社會看來是將女兒會繼承的遺產提早交給她（父母死亡之前）；只有沒有得到嫁妝的女兒才可以在父母死後的到一部分遺產。如果夫妻無後，則他們去世後，女方的嫁妝將退還給她的娘家。
在某些情况下，修女进入修道院时会获得本应该作为其嫁妆的财产。

### 德國
在德國，嫁妝的習俗一直到20世紀還存在，在未出嫁的女性在結婚前其父母都會為其準備一筆貯備，以暫時資助她將來開始新的生活的基本開支。這筆被當做嫁妝的貯備常常包括一流的家用紡織品（如桌布、窗簾等），餐具以及其他家庭必需的物品，這些大多數都作為禮品包裝好，直到婚禮當天才拆包。這個傳統在20世紀的百年間逐漸淡化，到了今日已很少有家庭會這樣做了。